# 福岡地方
福岡地方（ふくおかちほう）とは、福岡県を4つに分割した地域（北九州・筑豊・筑後）の一つで福岡市周辺の自治体から成る。人口は約261万人。福岡県の設定した区域であるため福岡都市圏とは異なる。

## 地域的特長
| 福岡地域 筑後地域 | 北九州地域 筑豊地域 |

福岡県 地域区分図
福岡地域
筑後地域
北九州地域
筑豊地域
（濃色が市部、淡色が郡部）

- 県庁所在地である福岡市周辺の地域であるため福岡県の4つの地域（北九州・筑豊・筑後）の中で最も人口が多く、地域の大部分が福岡市のベッドタウンによって構成されている。そのため、福岡市近郊の春日市や糟屋郡などの自治体は人口密度は非常に高く、県内で最も人口が集中する地域である。北部の宗像市や福津市は北九州市のベッドタウンでもある。福岡市から遠い南東部の朝倉市などは人口は減少傾向にある。
- 福岡県道の一般県道は500～600番台が使われる。

## 自動車のナンバープレート
- 福岡都市広域圏は福岡運輸支局本庁舎の管轄であるため「福岡」ナンバーが交付される。
- 甘木・朝倉広域圏は福岡運輸支局久留米自動車検査登録事務所の管轄となるため「久留米」ナンバーが交付される。

## 天気予報の区分
- 福岡都市広域圏は「福岡地方」に区分される。
- 甘木・朝倉広域圏は「筑後地方」に区分され、二次細分区域では「筑後北部地方」に区分される。

## 構成自治体
- 福岡都市広域圏
  - 福岡市
  - 筑紫地域（筑紫野市、春日市、大野城市、太宰府市、那珂川市）
  - 糟屋地域（古賀市、宇美町、篠栗町、志免町、須恵町、新宮町、久山町、粕屋町）
  - 宗像地域（宗像市、福津市）
  - 糸島地域（糸島市）
- 甘木・朝倉広域圏
  - 朝倉地域（朝倉市、筑前町、東峰村）